# Barbula recurvirostris
Barbula recurvirostris là một loài rêu trong họ Pottiaceae. Loài này được (Hedw.) Dixon mô tả khoa học đầu tiên năm 1933.